# Девід Ворнер
Девід Ворнер (англ. David Warner; 29 липня 1941, Манчестер, Велика Британія — 24 липня 2022) — англійський актор, відомий за численні перевтілення в зловісні чи лиходійські образи в різних засобах масової інформації, таких як фільми, анімація, телебачення та відеоігри. Протягом своєї довгої кар'єри він став відомим за ролі в таких фільмах, як Омен (1976), Бандити по часу (1981), Трон (1982), Зоряний шлях 5 (1989) і 6 (1991), Загублений світ (1992), Титанік (1997) і Планета мавп (2001). У 1981 він отримав премію Еммі як «найкращий актор другого плану в мінісеріалі або кінофільмі» за роль в телесеріалі Масада (Masada).

## Життєпис
Девід Ворнер народився 29 липня 1941 року в Манчестері. Його батько, російський єврей за походженням, часто змінював місце роботи і переїжджав з міста в місто. Таким чином, Девіду довелося змінити вісім шкіл. Його батьки розлучилися, коли він був підлітком, і наступного разу він побачив свою матір лише через сім років, коли вона вже була смертельно хвора. Його батьки жили в незареєстрованому шлюбі, тому часто ховали сина один від одного.
Девід описує власне дитинство терміном «дуже бурхливий». Каже тільки, що багато часу проводив у кінотеатрах, і спочатку не через фільмів, а просто, щоб сховатися від домашніх проблем на кілька годин … Коли Девіду було п'ятнадцять, вчитель літератури школи, в якій він на той момент вчився, вирішив зусиллями старшокласників поставити спектакль. Першою роллю Девіда Ворнера стала у постановці Шекспірівського Макбета. У сімнадцять років Девід вступив до Королівської академії драматичного мистецтва (одним з його товаришів по навчанню був Джон Гарт). Академія випустила його з медаллю з відзнакою. У 1964-му році режисер Королівського Шекспірівського театру запропонував йому дворічний контракт саме на цю роль. Коли його запитали, що він буде робити, коли скінчиться контракт, він відповів: «Не знаю. Я просто хочу, щоб люди прийшли подивитися на мене. Я знаю, що це претензійно. Але якщо їм захочеться мене побачити, вони прийдуть».
Ворнер грав представників трьох різних рас в картинах Зоряний шлях 5. Останній кордон (1989), Зоряний шлях 6: Невідкрита країна (1991). У 1997 він зіграв у фільмі-катастрофі Титанік.

## Премії та нагороди
Академія фантастичних фільмів, фентезі і фільмів жахів США номінувала Ворнера на приз Сатурн як найкращого актора другого плану в картині Подорож в машині часу (1979). Девід Ворнер номінувався на премію BAFTA як найкращий британський актор за роль у картині Morgan: A Suitable Case for Treatment (1966). Він здобув премію Еммі як найкращий актор другого плану за телесеріал Масада (Masada) (1981) і сім разів номінувався на неї.

## Фільмографія
- 1963: We Joined the Navy
- 1963: The King's Breakfast
- 1963: Том Джонс (Tom Jones)
- 1966: Morgan: A Suitable Case for Treatment
- 1966: The Deadly Affair
- 1968: The Bofors Gun
- 1968: Work Is a Four-Letter Word
- 1968: A Midsummer Night's Dream
- 1968: The Fixer
- 1968: The Sea Gull
- 1969: Man on Horseback
- 1970: The Ballad of Cable Hogue
- 1970: Perfect Friday
- 1971: Солом'яні пси
- 1971: Swêden Poruno: Yokujô Shotaiken
- 1973: A Doll's House
- 1974: From Beyond the Grave
- 1974: Little Malcolm
- 1975: The Old Curiosity Shop
- 1976: Омен
- 1977: Провидіння (Providence)
- 1977: Cross of Iron
- 1977: Age of Innocence
- 1977: The Disappearance
- 1978: Silver Bears
- 1978: The Thirty Nine Steps
- 1979: Nightwing
- 1979: The Concorde … Airport '79
- 1979: Подорож у машині часу
- 1980: The Island
- 1981: Time Bandits
- 1981: The French Lieutenant's Woman
- 1982: Трон
- 1983: Людина з двома мозками
- 1984: Summer Lightning
- 1984: The Company of Wolves
- 1987: Hansel and Gretel
- 1987: My Best Friend Is a Vampire
- 1988: Keys to Freedom
- 1988: Музей воскових фігур
- 1988: Mr. North
- 1988: Війна Ханни
- 1988: Вороже захоплення
- 1989: Magdalene
- 1989: Зоряний шлях 5. Останній кордон
- 1989: Mortal Passions
- 1989: Grave Secrets
- 1990: Пастка
- 1991: Зоряний шлях 6: Невідкрита країна
- 1992: Загублений світ
- 1993: Книга Мертвих
- 1993: Мішки для трупів
- 1993: Дикі пальми
- 1994: Злочин
- 1995: Регенератор
- 1997: Титанік
- 2001: Планета мавп
- 2001: Маленький єдиноріг
- 2004: Кібервійни

Телебачення:
- 1981: Masada
- 1990—1991: Твін Пікс
- 2002: Горнблавер: Заколот — катіпан Соєр
- 2008: In Love with Barbara
- 2010: Dark Shadows: Kingdom of the Dead
- 2011: Доктор Хто
- 2012: Скажені пси